# Velký Lhoták
Rybník Velký Lhoták o rozloze vodní plochy 11,5 ha je rybník nalézající se na západním okraji obce Staré Nechanice v okrese Hradec Králové. Rybník se skládá ze dvou skoro stejně velkých částí oddělených od sebe průchozí hrází. V bezprostřední blízkosti rybníka se nalézá další rybník - Malý Lhoták. Oba rybníky spolu tvoří významné lokální biocentrum pro rozmnožování obojživelníků.
Rybník je  využíván pro chov ryb.

## Galerie

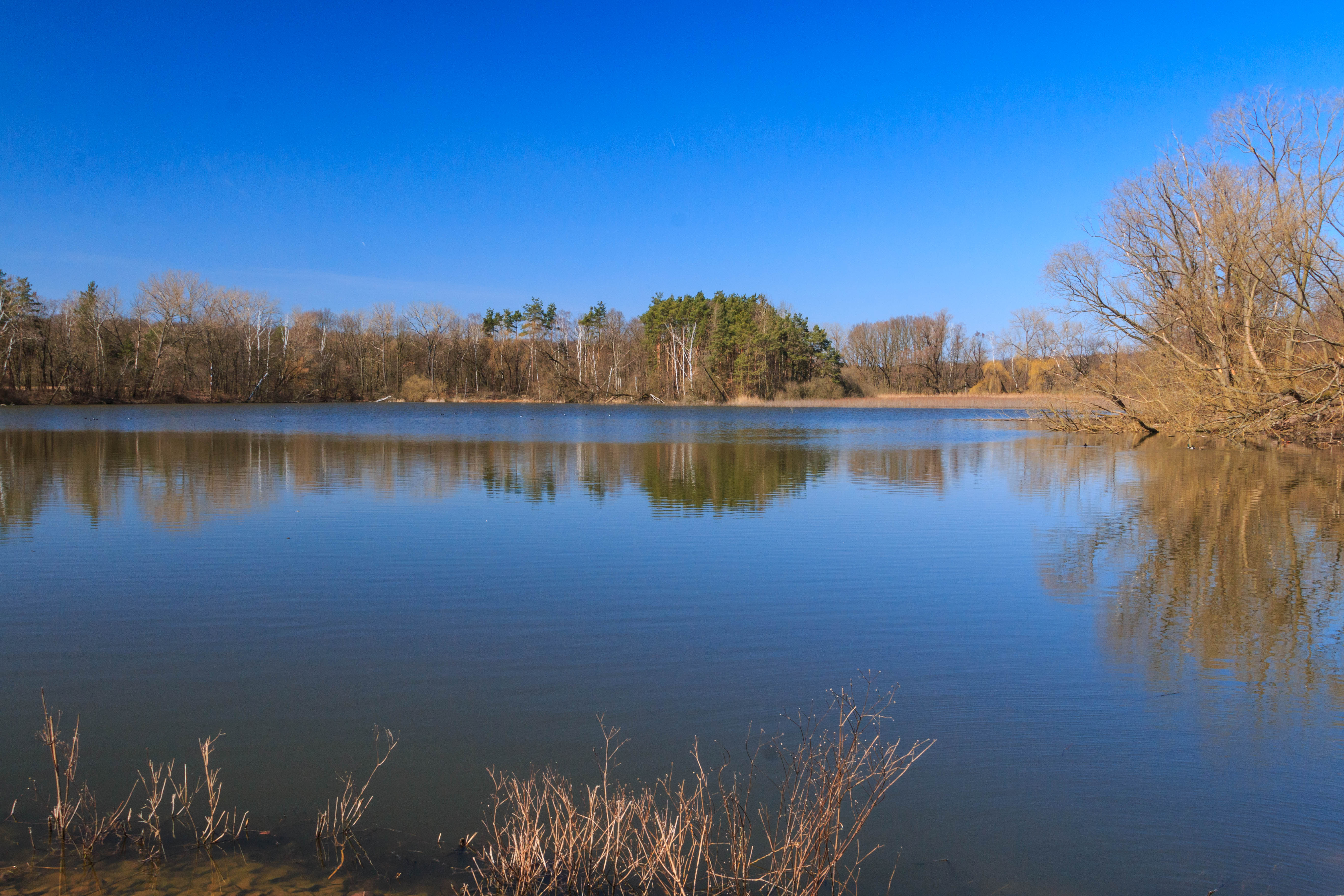
pohled na rybník Velký Lhoták
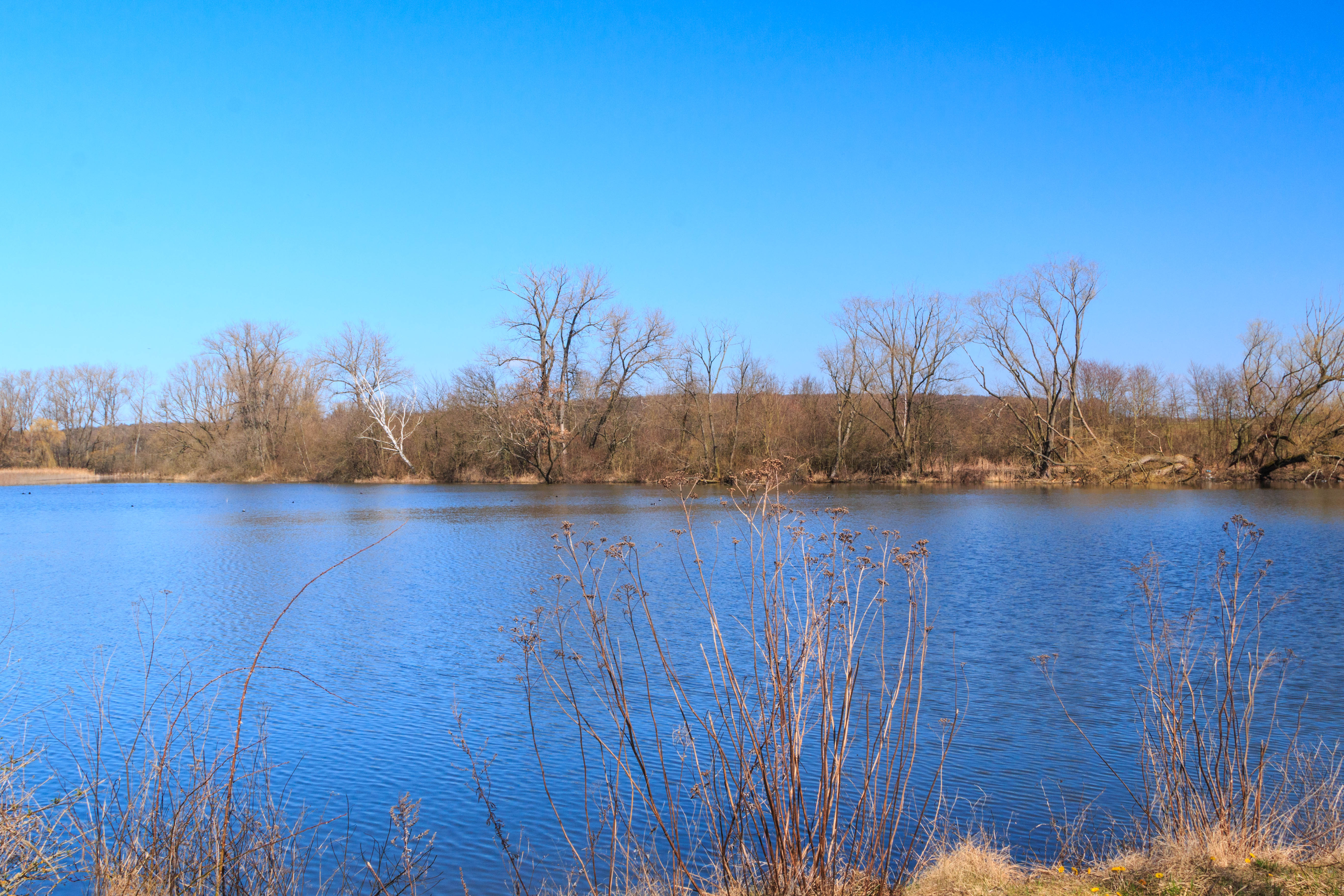
pohled na rybník Velký Lhoták
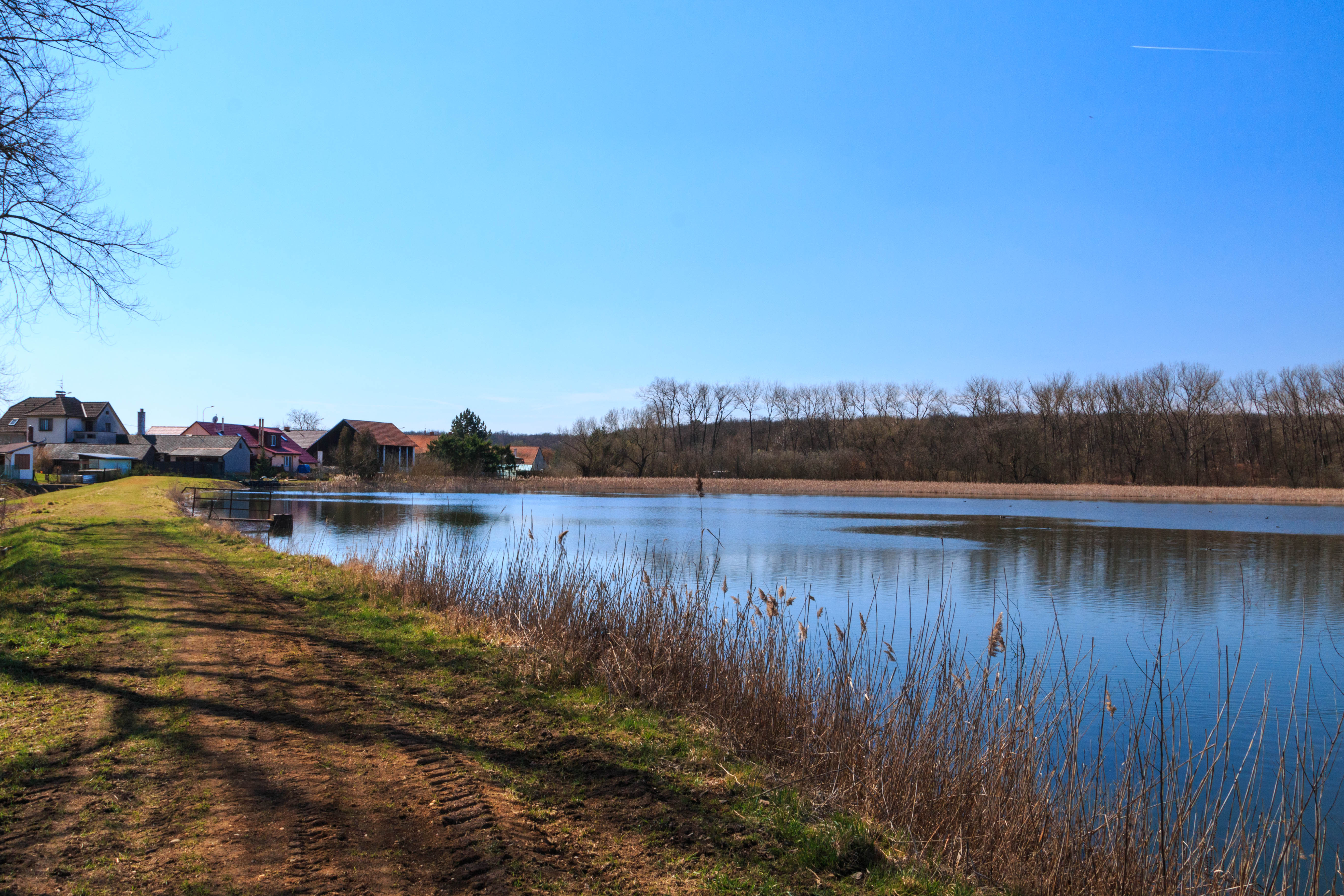
pohled na rybník Velký Lhoták
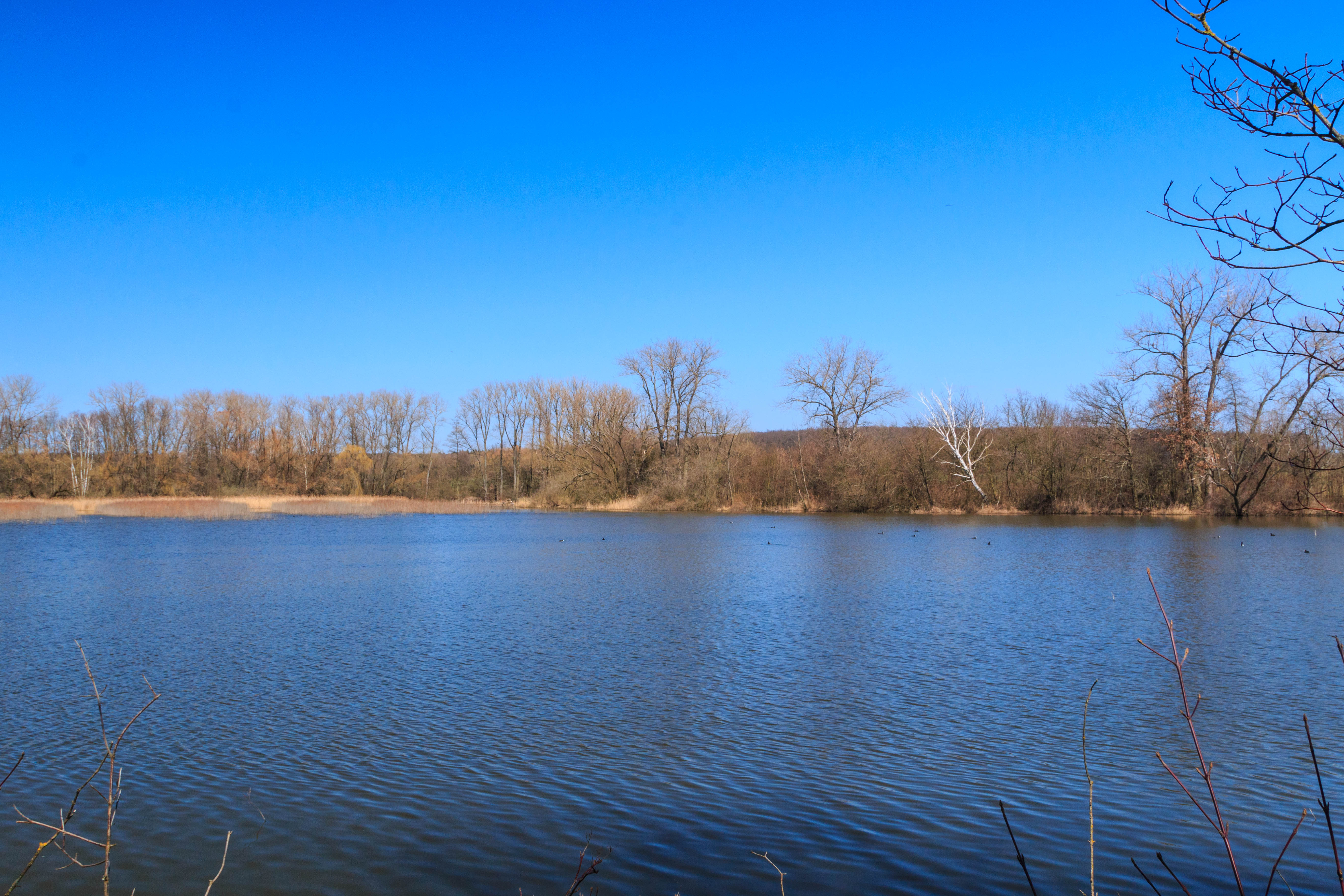
pohled na rybník Velký Lhoták